# Госточи
Госточи — деревня в Мосальском районе Калужской области России. Входит в состав сельского поселения «Село Боровенск».

## География
Деревня находится в западной части Калужской области, в зоне хвойно-широколиственных лесов, на расстоянии 9 км к северо-востоку от города Мосальск, административного центра района, и 74 км к западу от города Калуга, административного центра области. Абсолютная высота — 162 м над уровнем моря.

### Климат
Климат умеренно континентальный с резко выраженными сезонами года: умеренно жарким и влажным летом и умеренно холодной зимой с устойчивым снежным покровом. Средняя температура июля до +21 °C, января от −12 °C до −8 °C. Тёплый период (с положительной среднесуточной температурой) длится 220 дней.

### Часовой пояс
Деревня Госточи, как и вся Калужская область, находится в часовой зоне МСК (московское время). Смещение применяемого времени относительно UTC составляет +3:00.

## Население
| 2002 | 2010 |
| ---- | ---- |
| 26   | ↘12  |

### Половой состав
По данным Всероссийской переписи населения 2010 года, в гендерной структуре населения мужчины составляли 41.7 %, женщины — соответственно 58.3 %.

### Национальный состав
Согласно результатам переписи 2002 года, в национальной структуре населения русские составляли 100 % из 26 чел.